# Causus bilineatus
Causus bilineatus là một loài rắn trong họ Rắn lục. Loài này được Boulenger mô tả khoa học đầu tiên năm 1905.